# Barbourofelis
Barbourofelis (Barbourova kočka) je vyhynulý rod kočkovitých šelem z čeledi Barbourofelidae, jenž je ve fosilních záznamech datován před 10,3 až 4,9 miliony lety. Obýval v několika druzích Severní Ameriku, nejzápadnější záznam pochází z Kalifornie.

## Taxonomie a historie
Rod byl popsán Charlesem Bertrandem Schultzem a kolektivem podle lebky z roku 1947 objevené v americkém státě Nebraska. Typovým taxonem byl druh Barbourofelis fricki. Barbourofelis patří do čeledi Barbourofelidae, řazen je však někdy do čeledi Nimravidae (poté by byl rod Barbourofelis nejdéle přežívajícím zástupcem čeledi). Jsou známy tyto čtyři druhy z rodu Barbourofelis: Barbourofelis fricki, Barbourofelis loveorum, Barbourofelis morrisi a Barbourofelis whitfordi. Nález z turecké formace Sinap naznačuje existenci druhu Barbourofelis piveteaui.

## Popis

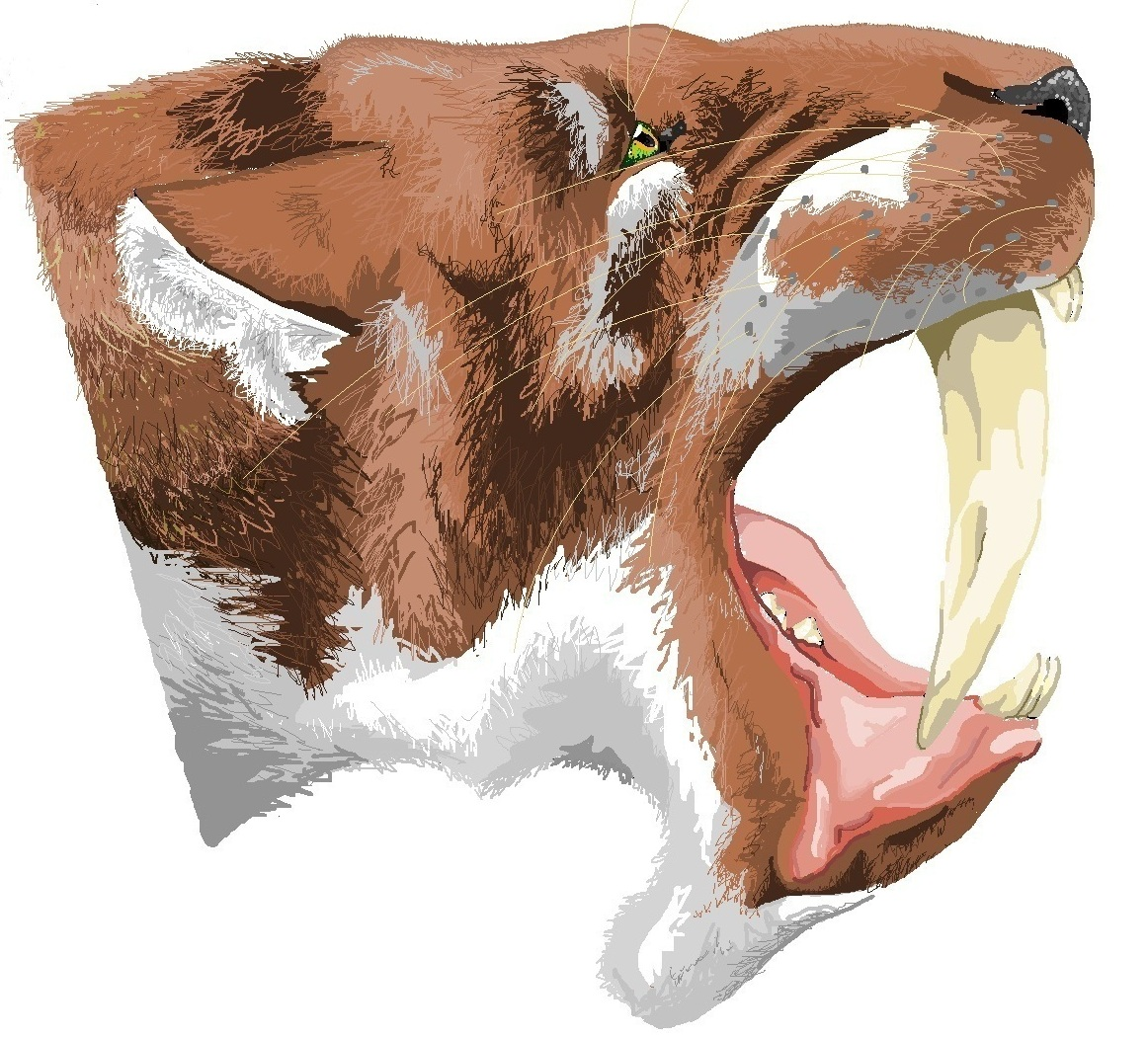
Hlava

Barbourofelis byla mohutně stavěná kočkovitá šelma, osvalená podobně jako Smilodon. Druh B. morrisi dosahoval velikosti levharta a největší druh Barbourofelis fricki měřil okolo 90 cm a vážil jako lev. U rodu se vyskytovalo několik anatomických zvláštností. Na rozdíl od primitivnějších rodů se u rodu Barbourofelis spojila čelní kost s lícní kostí skrze postorbitální záporu. Lebka byla zkrácená a ploché šavlovité zuby byly opatřeny drážkami. Ty podle starších teorií měly usnadňovat vytažení špičáků z rány, ale ve skutečnosti spíše činily zuby lehčími při zachování jejich síly. Trháky tohoto rodu byly mohutné, což umožnilo jejich majiteli rychlé zkonzumování kořisti, a značí o tlaku buď ze strany ostatních dravců, nebo šlo o smečkové zvíře, možné jsou přičemž i obě varianty.
Podobně jako Smilodon, i Barbourofelis měl krátké bederní obratle, díky nimž se zpevnil hřbet, což bylo nápomocno při boji s kořistí. Přední končetiny byly krátké a mimořádně dobře osvalené, byly schopné boční rotace. Tlapy byly opatřeny zatahovacími drápy. Barbourofelis při lovu kořist nejprve srazil k zemi, poté zasadil fatální kousnutí. Rod lovil hlavně velká, ale pomalá zvířata, jako v té době běžné primitivní nosorožce.
Mláďata barbourofelisů rostla rychleji, než se jim vyvinuly šavlovité zuby, mladí jedinci proto nemohli sami zabíjet kořist a byli závislí na matce nebo rodinné skupině delší dobu, což patrně napomáhalo vytváření sociálních vazeb. Je možné, že mladí jedinci pomáhali matce lovit kořist tak, že ji strhli svou velkou silou, a samice potom zasadila kousnutí.

## Paleoekologie a vyhynutí
Životní prostředí bylo dle nálezů z nalezišť Love Bone Beds složeno z travních porostů, říčních lesů a močálů. Rod žil společně s velkým množstvím živočichů, z býložravců šlo o rody jako Teleoceras, Aepycamelus nebo Neohipparion, z masožravců například o nimravidy, psovité šelmy Epicyon a Osteoborus nebo medvěda Agriotherium.
Rod Barbourofelis se pravděpodobně vyvinul z euroasijského rodu Sansanosmilus. Za jeho vyhynutím zřejmě stojí šíření machairodů. Koexistence s rody, jako byl Nimravides a Machairodus, vedla ještě k vývoji větší velikosti, která vyvrcholila u druhu B. fricki, po příchodu rodu Amphimachairodus však Barbourofelis rychle vyhynul.